# گمینا یونکووو
گمینا یونکووو (به لهستانی:  Gmina Jonkowo) یک گمینا در لهستان است که در شهرستان اولشتین واقع شده‌است. گمینا یونکووو ۱۶۸٫۱۹ کیلومتر مربع مساحت و ۵٬۷۱۹ نفر جمعیت دارد.